# 자사리제도(5)
자사리제도(5)는 경상남도 통영시 욕지면에 있는 섬이다. 좌사리도를 중심으로 한 좌사리 제도에 속하는 한 암초로, 이름이 없어서 경상남도에서 이름을 공모한 적이 있다. 특정도서로 지정하여 관리되고 있다.

## 특정도서
자사리제도(5)는 타포니가 매우 발달하여 시스택, 나마 등 다양한 지형으로 지형경관이 우수하고, 멸종위기야생생물 1급인 수달이 서식하여 독도 등 도서지역의 생태계보전에 관한 특별법에 의거 특정도서로 지정되었다.
- 지정번호 : 특정도서 제244호
- 면적 : 19,862m2
- 지번 : 경상남도 통영시 욕지면 동항리 산206

## 행위 제한
특정도서안에서는 「독도법」 제8조에 의거 누구든지 다음 각호의 1에 해당하는 행위를 하거나 허가를 하여서는 아니된다.
- 건축물·공작물의 신축·개축·증축
- 개간·매립·준설 또는 간척
- 택지의 조성·토지의 형질변경·토지의 분할
- 공유수면의 매립
- 입목·죽의 벌채 또는 훼손
- 도로의 신설
- 흙·모래·자갈·돌의 채취, 광물의 채굴, 지하수의 개발
- 가축의 방목, 야생동물의 포획·살생 또는 그 알의 채취, 야생식물의 채취
- 특정도서에 서식하거나 도래하는 야생 동·식물 또는 특정도서 안에 존재하는 자연적 생성물을 그 섬 밖으로 반출하는 행위
- 특정도서 안으로 생태계 위해 외래 동·식물을 반입하는 행위
- 폐기물을 매립 또는 투기하는 행위
- 인화물질을 이용하여 음식물을 짓거나 야영을 하는 행위
- 지질·지형·자연적 생성물의 형상손괴 기타 이와 유사한 행위